# 阿克頓主線車站
阿克顿主线车站（英語：Acton Main Line railway station）是位於西倫敦阿克顿，大西部主線上的伊利沙伯線鐵路站。它坐落於倫敦帕丁顿和伊靈大道站车站之間，距離帕丁頓6.9公里。伦敦交通局負責服务和管理該車站。作为橫貫鐵路工程的一部分，車站增設了無障礙設施，並得以重建。本站屬於倫敦軌道運輸第3收費區。
自2022年11月6日起，橫貫鐵路新建路段與東西兩側既有鐵路的聯絡線完工通車，伊利莎伯線列車服務變更為雷丁 / 希思羅機場 — 修道院森林，以及帕丁頓 — 仙菲爾德。伊利沙伯線亦同時開始全日服務，並於星期日提供服務。因此本站亦於同日起每日提供來往希思羅機場和修道院森林的伊利沙伯線列車服務。
來往雷丁 / 梅登黑德 和修道院森林的伊利沙伯線列車、大西部鐵路公司的國鐵列車均過站不停。

## 历史
大西部鐵路於1838年開通了由倫敦到布里斯托尔的大西部主線，並經过阿克頓區。然而鐵路公司最初只专注于长途交通。1868年2月1 日，大西部鐵路開設了本車站，並命名為阿克顿。英國鐵路在1948年国有化以後，車站屬於英国铁路西部地区。1949年9月26日，車站更名為阿克顿主线。 1982年英國鐵路分拆為不同部門時，車站由网络东南管理，直至1994年英国铁路被私有化為止。
连同西阿克顿和北阿克顿地鐵站，阿克頓主綫車站服務着大西部鐵路的花園城市。這個花園城市是大西部鐵路在1920年代為僱員，特別是附近車廠的駕駛員而建的。
直至1947年，车站有四个月台，全部設有部分的木制簷篷，1号月台旁更有一條側線。 1号月台及其側線在1960年代末被拆除，而宏伟的维多利亚式车站大楼则在1974年被拆除，取而代之是一个小型售票处。 2，3和4號月台的簷篷也被拆除。1號月台的路軌仍然完好無缺，并用作不停站列车的直通线。大西部干线的所有列車均通过本站。

1960年代，列車班次進一步減少至只於上下午高峰时段提供服務。到了1990 年代，作为希思罗机场快线项目的一部分，大西部干线实现电气化。1996年初，新的车站大楼竣工； 霍恩巷附近的桥梁也进行了大规模翻新。 2004 年， 第一大西部連線将班次縮短成每小时 2 班，並受到当地居民的批评。他们要求横贯铁路服务本車站。 2008年，乘客可以使用蠔卡出入。 

### 横貫鐵路

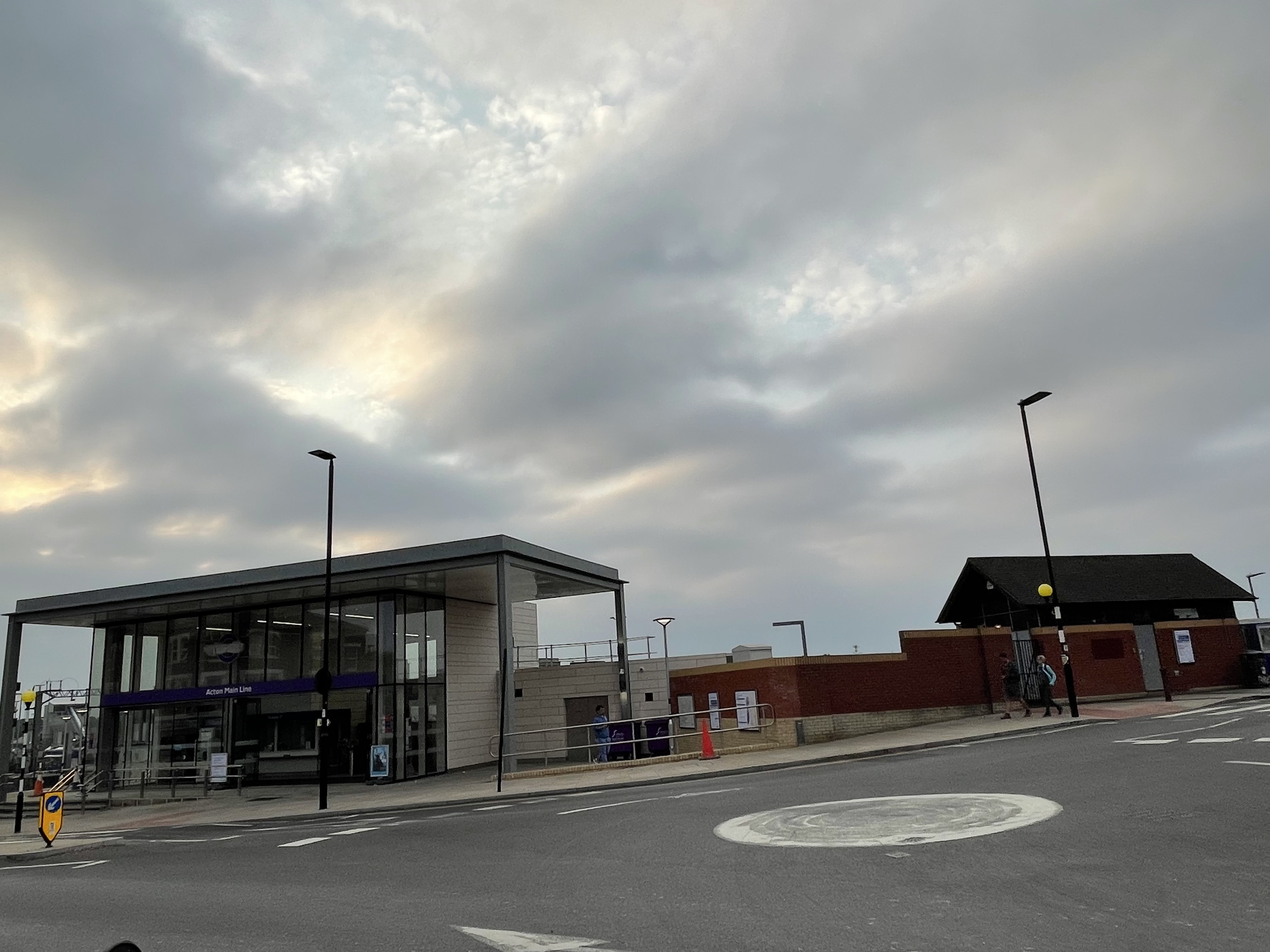
阿克顿主线的新 (2021) 和舊 (1996) 车站大樓

1990年代，橫貫鐵路项目首次加入阿克頓主綫車站。2003年，首次公众咨询建议横贯铁路不停靠本站。2004年，項目委員會曾提议在车站提供每天服务，但没有计划改善车站。由于列车將會更长和更频繁，从车站到伦敦市中心的載客量将增加一倍。2005年，在受到批评后，項目委員會宣布将建造一座新的车站大楼和无障碍通道，作为该项目的一部分。
2011年5月， 英國鐵路網公司宣布将进行車站改善和改建工程，以使车站为横貫鐵路做好准备。 2016年，新车站大樓的设计完成，并提交伊灵市议会审批。这项工作将包括由贝内特协会设计的新车站大楼，在霍恩巷設置入口、扩展月台、興建新的月台簷篷和通往所有月台的無障礙通道。 在车站外，由倫敦交通局和伊灵自治市议会资助的公共领域改善工程将包括一个带有斑马线的环形交叉路口、加宽的人行道、行道树和有盖的自行车停车场。 
2013年年中，2号和3号月台設置了一條完整的欄柵，以避免乘客進入直通线。2017年6月，項目公司宣布新车站大樓延至2019年竣工。2017年12月，港鐵營運的横贯铁路公司从大西部鐵路公司接管本站的管理工作，而伦敦交通局铁路服务則从2018年5月开始营运，为伊丽莎白线的全面通車做好准备。2019年，項目公司批出新车站大楼的建造合同。
自2019年5月起，本站提供星期天服务。
2019年時本站的列車班次（每小时）為：
- 2班 往伦敦帕丁顿
- 2班 往希思罗机场4号航站楼 （經海斯及哈灵顿）

2019新冠疫情大流行导致工程延误後，翻新后的车站終於在2021年3月18日开放，所有站台皆擁有無障礙通道。

## 列車服务

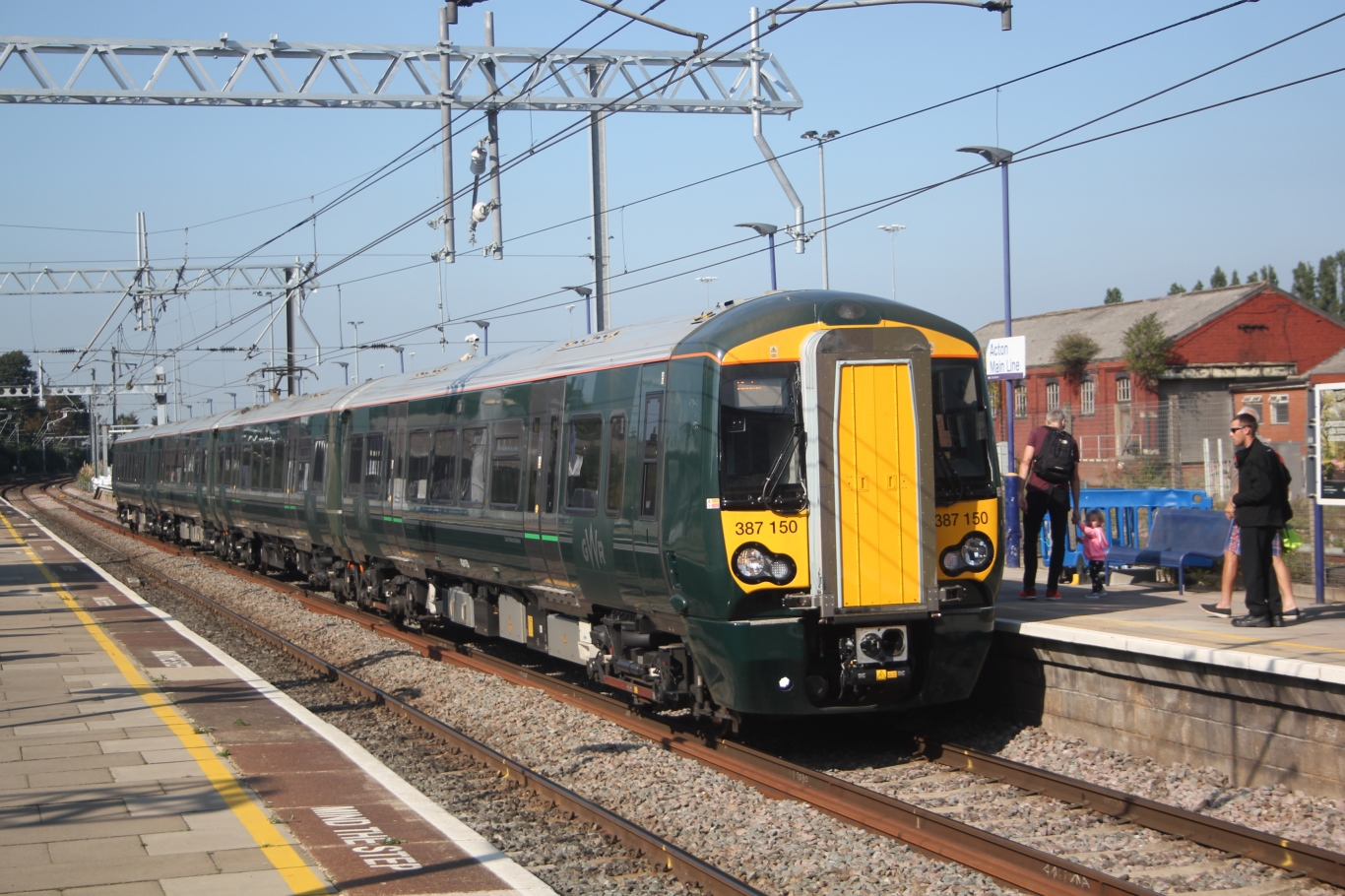
一架大西部鐵路387型，駛往伦敦帕丁顿的服务

至2022年11月6日起，伊利沙伯線開始全日服務，並於星期日提供服務。
- 2班 西行 往希斯羅機場4號航站樓
- 2班 西行 往希斯羅機場5號航站樓
- 4班 東行 往修道院森林

## 交通接駁
伦敦巴士路线260、266和440服务本站。